# Superliga del Valle Central 2018 (Primera A)
El Torneo Integración Superliga del Valle Central 2018 (llamado Superliga del Valle Central "Copa Centro Card" 2018 por motivos de patrocinio comercial) de Primera División, es un torneo que agrupa a 10 equipos de la Liga Catamarqueña de Fútbol y 10 de la Liga Chacarera de Fútbol. Estas dos entidades serán las responsables de la organización.
El objetivo es disputar un torneo de fútbol en una integración de las dos ligas del Valle Central propiciando una Superliga.
El Torneo dará inicio el primer fin de semana de marzo y su finalización será en la primera quincena de junio, en la Liga a determinar, y los clubes que participen del torneo, se ajustarán a la programación y fechas obrantes en el fixture remitido por la organización, reservándose esta, el derecho de efectuar cualquier modificación de las fechas, horarios o estadios de los partidos cuando razones de fuerza mayor así los aconsejaren y que se adjunta como parte integral del Reglamento.

## Forma de disputa
Etapa clasificatoria
Se integrarán cuatro (4) zonas de cinco (5) equipos cada una, Zona A, B, C y D, totalizando los veinte clubes participantes, jugándose por el Sistema de todos contra todos a dos ruedas y por puntos, los equipos que queden libres jugarán un partido interzonal Zona A vs. Zona B y Zona C vs. Zona D; previo al sorteo, cada Liga propondrá cuatro equipos como cabezas de serie, las que se integrarán según sorteo a cada zona predeterminada. Clasificándose a los cuartos de final los equipos ubicados en 1° y 2° lugar de cada zona. Esta etapa contará con 8 fechas, procurando jugar durante los fines de semana.
Cuartos de final
La disputarán los ocho (8) equipos ganadores de la etapa clasificatoria. Se desarrolará por el
sistema de Eliminación directa en dos partidos, jugándose de la siguiente forma: el 1° de la Zona A vs. el 2° de la Zona B; el 1° de la Zona C vs. el 2° de la Zona D y así sucesivamente. Se clasifican a Semifinales, los cuatro ganadores. Solamente contemplan los puntos sin interesar la cantidad de goles, es decir que no interesa el resultado global. Así también se desarrollará en las siguientes fases.
Semifinales
La disputarán los cuatro (4) equipos clasificados de los cuartos de final. Se desarrolará por el sistema de Eliminación directa en dos partidos, jugando el partido de vuelta de local el equipo mejor ubicado en la etapa clasificatoria. Los dos ganadores se clasifican para jugar la final del Torneo. Los perdedores juegan el 3° y 4° puesto.
Tercer y cuarto puesto
Lo disputarán los dos equipos que resulten perdedores de las semifinales, previo a la final.
Final
La disputarán los dos equipos ganadores. Se desarrollará en un solo partido. El ganador se consagrará como campeón del Torneo Integración Superliga del Valle Central 2018.
- En caso de resultar con el marcador empatado al término de los 90 minutos de juego, se recurrirá a la ejecución de remates desde el punto de penal, (cinco alternados por equipos y de ser necesario uno alternado por equipo hasta definir).

## Logo del Torneo
El logo que identificará a la competencia que integra a las instituciones de la Liga Catamarqueña y Liga Chacarera se presentó en instalaciones del Estadio Malvinas Argentinas el 8 de marzo con la presencia de Daniel Barros, el presidente de los Capitalinos, y Juan Carlos Sarmiento encabezando la delegación de Las Chacras.
El logo es algo simple y común, de color verde y azul en representación de Capital y Chacras, respectivamente. Cuenta con lomadas que representan al “Valle Central”, que por segunda vez en más de 100 años de fútbol tendrá un campeonato integrador. Además, el campeonato tendrá una remera oficial, verde y azul fusionados arriba y abajo del diseño de la gente de OZ Deportes.

## Sorteo
El sorteo se llevó a cabo el 2 de febrero en el Cine Teatro Catamarca, ubicado en la ciudad de San Fernando del Valle de Catamarca. En ese mismo se sorteó también la Superliga de la Primera B.
| Cabezas de serie Liga Catamarqueña                                 | Cabezas de serie Liga Chacarera                                    | Bombo 3 | Bombo 4                                                                                   |
| ------------------------------------------------------------------ | ------------------------------------------------------------------ | --- | ----------------------------------------------------------------------------------------- |
| - Américo Tesorieri - Policial - San Lorenzo de Alem - Villa Cubas | - Defensores de Esquiú - Independiente (SA) - Obreros - San Martín | - Defensores del Norte - Ferrocarriles - Independiente (C) - Juventud Unida (SR) - Rivadavia (H) - Vélez Sarsfield | - Coronel Daza - La Estación - Las Pirquitas - Los Sureños - Social Rojas - Villa Dolores |

|  |

## Equipos participantes
| Zona                                                | Equipo          | Ciudad              | Departamento                | Liga de origen |
| --------------------------------------------------- | --------------- | ------------------- | --------------------------- | -------------- |
| Zona A                                              |                 |                     |                             |                |
| Asociación Juventud Unida de Santa Rosa             | Catamarca       | Capital             | Liga Catamarqueña de Fútbol |                |
| Club Atlético Independiente                         | San Antonio     | Fray Mamerto Esquiú | Liga Chacarera de Fútbol    |                |
| Club Atlético Rivadavia                             | Huillapima      | Capayán             | Liga Catamarqueña de Fútbol |                |
| Club Deportivo Américo Tesorieri                    | Catamarca       | Capital             | Liga Catamarqueña de Fútbol |                |
| Club Sportivo Social Rojas                          | Santa Rosa      | Valle Viejo         | Liga Chacarera de Fútbol    |                |
| Zona B                                              |                 |                     |                             |                |
| Club Atlético Policial                              | Catamarca       | Capital             | Liga Catamarqueña de Fútbol |                |
| Club Atlético San Martín                            | El Bañado       | Valle Viejo         | Liga Chacarera de Fútbol    |                |
| Club Social y Deportivo Las Pirquitas               | Las Pirquitas   | Fray Mamerto Esquiú | Liga Chacarera de Fútbol    |                |
| Club Sportivo Ferrocarriles del Estado de Chumbicha | Chumbicha       | Capayán             | Liga Catamarqueña de Fútbol |                |
| Club Sportivo Los Sureños                           | Pozo El Mistol  | Valle Viejo         | Liga Chacarera de Fútbol    |                |
| Zona C                                              |                 |                     |                             |                |
| Club Atlético San Lorenzo de Alem                   | Catamarca       | Capital             | Liga Catamarqueña de Fútbol |                |
| Club Atlético Vélez Sarsfield                       | Catamarca       | Capital             | Liga Catamarqueña de Fútbol |                |
| Club Deportivo Coronel Daza                         | Banda de Varela | Capital             | Liga Chacarera de Fútbol    |                |
| Club Social, Cultural y Deportivo La Estación       | Miraflores      | Capayán             | Liga Chacarera de Fútbol    |                |
| Club Obreros de San Isidro                          | San Isidro      | Valle Viejo         | Liga Chacarera de Fútbol    |                |
| Zona D                                              |                 |                     |                             |                |
| Club Atlético Defensores del Norte                  | Catamarca       | Capital             | Liga Catamarqueña de Fútbol |                |
| Club Atlético Independiente                         | Catamarca       | Capital             | Liga Catamarqueña de Fútbol |                |
| Club Defensores de Esquiú                           | Piedra Blanca   | Fray Mamerto Esquiú | Liga Chacarera de Fútbol    |                |
| Club Sportivo Villa Cubas                           | Catamarca       | Capital             | Liga Catamarqueña de Fútbol |                |
| Club Sportivo Villa Dolores                         | Villa Dolores   | Valle Viejo         | Liga Chacarera de Fútbol    |                |

### Distribución geográfica
| Departamento        | Cant. | Equipos |
| ------------------- | ----- | --- |
| Capital             | 9     | Américo Tesorieri, Coronel Daza, Defensores del Norte, Independiente, Juventud Unida, Policial, San Lorenzo de Alem, Vélez Sarsfield, Villa Cubas. |
| Valle Viejo         | 5     | Los Sureños, Obreros, San Martín, Social Rojas y Villa Dolores.                                                                                    |
| Capayán             | 3     | Ferrocarriles, La Estación y Rivadavia. |
| Fray Mamerto Esquiú | 3     | Defensores de Esquiú, Independiente (SA) y Las Pirquitas.                                                                                          |
| Total               | 20    | |

## Estadios
Liga Catamarqueña de Fútbol
Liga Chacarera de Fútbol
El Estadio de Coronel Daza, está ubicado en Banda de Varela (perteneciente al Departamento Capital), es la segunda alternativa para los equipos de la Liga Chacarera.

## Etapa clasificatoria

### Zona A
Tabla de posiciones
| Pos. | Equipo                       | Pts. | PJ | PG | PE | PP | GF | GC | Dif. |
| ---- | ---------------------------- | ---- | -- | -- | -- | -- | -- | -- | ---- |
| 01.º | Américo Tesorieri            | 26   | 10 | 8  | 2  | 0  | 25 | 8  | 17   |
| 02.º | Social Rojas                 | 16   | 10 | 5  | 1  | 4  | 21 | 17 | 4    |
| 03.º | Juventud Unida de Santa Rosa | 13   | 10 | 4  | 1  | 5  | 13 | 14 | −1   |
| 04.º | Rivadavia (Huillapima)       | 12   | 10 | 3  | 3  | 4  | 13 | 20 | −7   |
| 05.º | Independiente (San Antonio)  | 8    | 10 | 2  | 2  | 6  | 10 | 23 | −13  |

|  | Clasificados a cuartos de final |

Resultados
| Independiente (SA) | 3 - 1 | Rivadavia (H) | Primo A. Prevedello | 14 de marzo | 17:30 |
| Américo Tesorieri  | 3 - 2 | Social Rojas  | Malvinas Argentinas | 14 de marzo | 18:00 |

| Rivadavia (H)      | 2 - 1 | Juventud Unida    | Malvinas Argentinas | 17 de marzo | 17:00 |
| Independiente (SA) | 1 - 1 | Américo Tesorieri | Primo A. Prevedello | 21 de marzo | 18:00 |

| Social Rojas      | 2 - 1 | Independiente (SA) | Primo A. Prevedello | 24 de marzo | 20:00 |
| Américo Tesorieri | 3 - 0 | Juventud Unida     | Malvinas Argentinas | 26 de marzo | 16:00 |

| Juventud Unida | 2 - 1 | Independiente (SA) | Malvinas Argentinas | 31 de marzo | 18:00 |
| Rivadavia (H)  | 2 - 3 | Social Rojas       | Malvinas Argentinas | 4 de abril  | 16:00 |

| Rivadavia (H) | 1 - 4 | Américo Tesorieri | Malvinas Argentinas | 7 de abril  | 17:00 |
| Social Rojas  | 1 - 0 | Juventud Unida    | Primo A. Prevedello | 11 de abril | 18:00 |

| Rivadavia (H) | 0 - 0 | Independiente (SA) | La Leonera          | 13 de abril | 17:00 |
| Social Rojas  | 2 - 3 | Américo Tesorieri  | Primo A. Prevedello | 18 de abril | 18:00 |

| Juventud Unida    | 1 - 1 | Rivadavia (H)      | Malvinas Argentinas | 21 de abril | 15:00 |
| Américo Tesorieri | 2 - 0 | Independiente (SA) | Malvinas Argentinas | 21 de abril | 17:00 |

| Independiente (SA) | 2 - 6 | Social Rojas      | Primo A. Prevedello | 28 de abril | 18:00 |
| Juventud Unida     | 1 - 2 | Américo Tesorieri | Malvinas Argentinas | 29 de abril | 14:30 |

| Independiente (SA) | 2 - 1 | Juventud Unida | Primo A. Prevedello | 5 de mayo | 18:00 |
| Social Rojas       | 1 - 1 | Rivadavia (H)  | Primo A. Prevedello | 6 de mayo | 18:00 |

| Juventud Unida    | 1 - 0 | Social Rojas  | Malvinas Argentinas | 12 de mayo | 17:00 |
| Américo Tesorieri | 5 - 0 | Rivadavia (H) | Malvinas Argentinas | 13 de mayo | 15:00 |

|  |

### Zona B
Tabla de posiciones
| Pos. | Equipo                    | Pts. | PJ | PG | PE | PP | GF | GC | Dif. |
| ---- | ------------------------- | ---- | -- | -- | -- | -- | -- | -- | ---- |
| 01.º | Ferrocarriles (Chumbicha) | 22   | 10 | 7  | 1  | 2  | 24 | 19 | 5    |
| 02.º | Atlético Policial         | 20   | 10 | 6  | 2  | 2  | 30 | 9  | 21   |
| 03.º | San Martín (El Bañado)    | 15   | 10 | 4  | 3  | 3  | 24 | 12 | 12   |
| 04.º | Los Sureños               | 5    | 10 | 1  | 2  | 7  | 10 | 22 | −12  |
| 05.º | Las Pirquitas             | 4    | 10 | 1  | 1  | 8  | 17 | 43 | −26  |

|  | Clasificados a cuartos de final |

Resultados
| San Martín | 4 - 1 | Ferrocarriles | Primo A. Prevedello | 9 de marzo  | 21:30 |
| Policial   | 3 - 0 | Los Sureños   | Malvinas Argentinas | 10 de marzo | 17:30 |

| Policial      | 2 - 1 | San Martín  | Malvinas Argentinas | 18 de marzo | 19:00 |
| Las Pirquitas | 4 - 1 | Los Sureños | Primo A. Prevedello | 21 de marzo | 16:00 |

| Ferrocarriles | 1 - 1 | Policial      | Malvinas Argentinas | 24 de marzo | 18:00 |
| San Martín    | 1 - 1 | Las Pirquitas | Primo A. Prevedello | 28 de marzo | 20:00 |

| Los Sureños   | 0 - 2 | Ferrocarriles | Coronel Daza        | 29 de marzo | 17:00 |
| Las Pirquitas | 1 - 4 | Policial      | Primo A. Prevedello | 4 de abril  | 20:00 |

| Ferrocarriles | 6 - 4 | Las Pirquitas | Malvinas Argentinas | 11 de abril | 18:00 |
| Los Sureños   | 1 - 1 | San Martín    | Primo A. Prevedello | 11 de abril | 20:00 |

| Los Sureños   | 1 - 1 | Policial   | Coronel Daza        | 14 de abril | 16:45 |
| Ferrocarriles | 2 - 1 | San Martín | Malvinas Argentinas | 14 de abril | 19:00 |

| San Martín  | 2 - 1 | Policial      | Primo A. Prevedello | 21 de abril | 19:30 |
| Los Sureños | 3 - 2 | Las Pirquitas | Primo A. Prevedello | 24 de abril | 20:30 |

| Policial      | 2 - 3  | Ferrocarriles | Malvinas Argentinas | 28 de abril | 17:00 |
| Las Pirquitas | 0 - 10 | San Martín    | Primo A. Prevedello | 29 de abril | 20:00 |

| Ferrocarriles | 1 - 0 | Los Sureños   | La Leonera          | 4 de mayo | 17:00 |
| Policial      | 8 - 0 | Las Pirquitas | Malvinas Argentinas | 5 de mayo | 19:00 |

| Las Pirquitas | 3 - 4 | Ferrocarriles | Primo A. Prevedello | 10 de mayo | 17:30 |
| San Martín    | 3 - 2 | Los Sureños   | Primo A. Prevedello | 13 de mayo | 18:00 |

|  |

### Zona C
Tabla de posiciones
| Pos. | Equipo                   | Pts. | PJ | PG | PE | PP | GF | GC | Dif. |
| ---- | ------------------------ | ---- | -- | -- | -- | -- | -- | -- | ---- |
| 01.º | Coronel Daza             | 20   | 10 | 6  | 2  | 2  | 23 | 16 | 7    |
| 02.º | Vélez Sarsfield          | 20   | 10 | 6  | 2  | 2  | 13 | 7  | 6    |
| 03.º | San Lorenzo de Alem      | 16   | 10 | 4  | 4  | 2  | 19 | 11 | 8    |
| 04.º | La Estación (Miraflores) | 9    | 10 | 3  | 0  | 7  | 13 | 24 | −11  |
| 05.º | Obreros de San Isidro    | 5    | 10 | 1  | 2  | 7  | 6  | 21 | −15  |

|  | Clasificados a cuartos de final |

Resultados
| Obreros de San Isidro | 0 - 1 | Vélez Sarsfield | Coronel Daza        | 11 de marzo | 17:30 |
| San Lorenzo de Alem   | 9 - 3 | Coronel Daza    | Malvinas Argentinas | 12 de marzo | 17:30 |

| La Estación         | 1 - 3 | Coronel Daza          | Primo A. Prevedello | 16 de marzo | 20:00 |
| San Lorenzo de Alem | 1 - 0 | Obreros de San Isidro | Malvinas Argentinas | 21 de marzo | 19:00 |

| Obreros de San Isidro | 2 - 6 | La Estación         | Primo A. Prevedello | 24 de marzo | 18:00 |
| Vélez Sarsfield       | 2 - 0 | San Lorenzo de Alem | Malvinas Argentinas | 26 de marzo | 18:00 |

| La Estación  | 3 - 1 | San Lorenzo de Alem | Primo A. Prevedello | 29 de marzo | 20:00 |
| Coronel Daza | 2 - 1 | Vélez Sarsfield     | Coronel Daza        | 31 de marzo | 17:00 |

| Coronel Daza    | 4 - 0 | Obreros de San Isidro | Coronel Daza | 7 de abril | 17:00 |
| Vélez Sarsfield | 1 - 0 | La Estación           | La Leonera   | 7 de abril | 17:00 |

| Vélez Sarsfield | 1 - 1 | Obreros de San Isidro | Malvinas Argentinas | 13 de abril | 15:00 |
| Coronel Daza    | 1 - 1 | San Lorenzo de Alem   | Coronel Daza        | 13 de abril | 16:45 |

| Coronel Daza          | 6 - 0 | La Estación         | Coronel Daza        | 20 de abril | 16:30 |
| Obreros de San Isidro | 1 - 1 | San Lorenzo de Alem | Primo A. Prevedello | 20 de abril | 20:30 |

| San Lorenzo de Alem | 3 - 0 | Vélez Sarsfield       | Malvinas Argentinas | 28 de abril | 15:00 |
| La Estación         | 1 - 0 | Obreros de San Isidro | Primo A. Prevedello | 28 de abril | 20:00 |

| San Lorenzo de Alem | 3 - 1 | La Estación  | Malvinas Argentinas | 4 de mayo | 17:00 |
| Vélez Sarsfield     | 1 - 1 | Coronel Daza | Malvinas Argentinas | 5 de mayo | 17:00 |

| Obreros de San Isidro | 0 - 1 | Coronel Daza    | Coronel Daza        | 12 de mayo | 16:30 |
| La Estación           | 0 - 1 | Vélez Sarsfield | Primo A. Prevedello | 12 de mayo | 16:30 |

|  |

### Zona D
Tabla de posiciones
| Pos. | Equipo                  | Pts. | PJ | PG | PE | PP | GF | GC | Dif. |
| ---- | ----------------------- | ---- | -- | -- | -- | -- | -- | -- | ---- |
| 01.º | Defensores del Norte    | 25   | 10 | 8  | 1  | 1  | 31 | 15 | 16   |
| 02.º | Independiente (Capital) | 17   | 10 | 5  | 2  | 3  | 22 | 15 | 7    |
| 03.º | Villa Cubas             | 14   | 10 | 4  | 2  | 4  | 22 | 16 | 6    |
| 04.º | Defensores de Esquiú    | 10   | 10 | 2  | 4  | 4  | 16 | 23 | −7   |
| 05.º | Villa Dolores           | 4    | 10 | 1  | 1  | 8  | 6  | 23 | −17  |

|  | Clasificados a cuartos de final |

Resultados
| Villa Cubas          | 2 - 0 | Villa Dolores     | La Leonera          | 10 de marzo | 17:30 |
| Defensores de Esquiú | 1 - 1 | Independiente (C) | Primo A. Prevedello | 11 de marzo | 17:30 |

| Defensores del Norte | 2 - 1 | Independiente (C) | Malvinas Argentinas | 17 de marzo | 19:00 |
| Defensores de Esquiú | 1 - 1 | Villa Cubas       | Primo A. Prevedello | 17 de marzo | 20:00 |

| Villa Cubas   | 1 - 0 | Defensores del Norte | Malvinas Argentinas | 23 de marzo | 21:00 |
| Villa Dolores | 0 - 2 | Defensores de Esquiú | Primo A. Prevedello | 23 de marzo | 21:00 |

| Independiente (C)    | 5 - 0 | Villa Dolores        | Malvinas Argentinas | 29 de marzo | 16:00 |
| Defensores del Norte | 5 - 3 | Defensores de Esquiú | Malvinas Argentinas | 29 de marzo | 18:00 |

| Villa Dolores     | 2 - 2 | Defensores del Norte | Primo A. Prevedello | 6 de abril | 21:00 |
| Independiente (C) | 3 - 2 | Villa Cubas          | Malvinas Argentinas | 8 de abril | 18:00 |

| Independiente (C) | 4 - 3 | Defensores de Esquiú | Malvinas Argentinas | 13 de abril | 17:00 |
| Villa Dolores     | 1 - 0 | Villa Cubas          | Primo A. Prevedello | 13 de abril | 19:00 |

| Villa Cubas       | 6 - 3 | Defensores de Esquiú | Malvinas Argentinas | 20 de abril | 17:00 |
| Independiente (C) | 1 - 3 | Defensores del Norte | Malvinas Argentinas | 22 de abril | 17:00 |

| Defensores de Esquiú | 2 - 1 | Villa Dolores | Coronel Daza        | 28 de abril | 16:30 |
| Defensores del Norte | 4 - 3 | Villa Cubas   | Malvinas Argentinas | 29 de abril | 18:30 |

| Defensores de Esquiú | 1 - 5 | Defensores del Norte | Coronel Daza        | 5 de mayo | 16:30 |
| Villa Dolores        | 0 - 2 | Independiente (C)    | Primo A. Prevedello | 6 de mayo | 20:00 |

| Defensores del Norte | 3 - 2 | Villa Dolores     | Malvinas Argentinas | 11 de mayo | 17:30 |
| Villa Cubas          | 2 - 2 | Independiente (C) | Malvinas Argentinas | 13 de mayo | 17:00 |

|  |

### Interzonales
Resultados
| La Estación    | 0 - 1 | Defensores del Norte | Primo A. Prevedello | 10 de marzo | 17:30 |
| Juventud Unida | 3 - 1 | Las Pirquitas        | Malvinas Argentinas | 14 de marzo | 16:00 |

| Social Rojas    | 3 - 1 | Ferrocarriles | Coronel Daza | 17 de marzo | 17:30 |
| Vélez Sarsfield | 2 - 0 | Villa Dolores | La Leonera   | 17 de marzo | 17:30 |

| Rivadavia (H) | 2 - 1 | Los Sureños       | La Leonera   | 24 de marzo | 17:30 |
| Coronel Daza  | 1 - 3 | Independiente (C) | Coronel Daza | 24 de marzo | 17:30 |

| Obreros de San Isidro | 2 - 1 | Villa Cubas | Primo A. Prevedello | 31 de marzo | 20:00 |
| Américo Tesorieri     | 1 - 1 | San Martín  | Malvinas Argentinas | 4 de abril  | 18:00 |

| San Lorenzo de Alem | 0 - 0 | Defensores de Esquiú | Malvinas Argentinas | 7 de abril | 19:00 |
| Independiente (SA)  | 0 - 2 | Policial             | Primo A. Prevedello | 7 de abril | 20:00 |

| Defensores del Norte | 6 - 1 | La Estación    | Malvinas Argentinas | 14 de abril | 17:00 |
| Las Pirquitas        | 1 - 3 | Juventud Unida | Primo A. Prevedello | 18 de abril | 20:00 |

| Ferrocarriles | 3 - 1 | Social Rojas    | La Leonera          | 21 de abril | 16:30 |
| Villa Dolores | 0 - 3 | Vélez Sarsfield | Primo A. Prevedello | 21 de abril | 17:30 |

| Los Sureños       | 1 - 3 | Rivadavia (H) | Primo A. Prevedello | 29 de abril | 18:00 |
| Independiente (C) | 0 - 1 | Coronel Daza  | Malvinas Argentinas | 30 de abril | 17:00 |

| San Martín  | 0 - 1 | Américo Tesorieri     | Primo A. Prevedello | 5 de mayo | 20:00 |
| Villa Cubas | 4 - 0 | Obreros de San Isidro | Malvinas Argentinas | 6 de mayo | 17:00 |

| Policial             | 6 - 0 | Independiente (SA)  | Malvinas Argentinas | 11 de mayo | 15:30 |
| Defensores de Esquiú | 0 - 0 | San Lorenzo de Alem | Primo A. Prevedello | 12 de mayo | 18:30 |

|  |

## Etapa final

### Cuadro de desarrollo
|  | Cuartos de final          | Cuartos de final         | Cuartos de final          |   |                           | Semifinales               | Semifinales               | Semifinales               |  |  | Final                      | Final                      | Final                      |
|  | 19 de mayo al 27 de mayo  | 19 de mayo al 27 de mayo | 19 de mayo al 27 de mayo  |   |                           | 3 de junio al 10 de junio | 3 de junio al 10 de junio | 3 de junio al 10 de junio |  |  | 16 de junio al 24 de junio | 16 de junio al 24 de junio | 16 de junio al 24 de junio |
|  |                           |                          |                           |   |                           |                           |                           |                           |  |  |                            |                            |                            |
|  | Américo Tesorieri         | 1                        | 1 (1)                     |   |                           |                           |                           |                           |  |  |                            |                            |                            |
|  | Atlético Policial         | 0                        | 2 (3)                     |   |                           |                           |                           |                           |  |  |                            |                            |                            |
|  | Atlético Policial         | 0                        | 2 (3)                     |   | Ferrocarriles (Chumbicha) | 1                         | 1                         |                           |  |  |                            |                            |                            |
|  |                           |                          |                           |   | Ferrocarriles (Chumbicha) | 1                         | 1                         |                           |  |  |                            |                            |                            |
|  |                           | Atlético Policial        | 0                         | 1 |                           |                           |                           |                           |  |  |                            |                            |                            |
|  | Ferrocarriles (Chumbicha) | Atlético Policial        | 0                         | 1 | 1                         | 2 (10)                    |                           |                           |  |  |                            |                            |                            |
|  | Ferrocarriles (Chumbicha) |                          |                           |   | 1                         | 2 (10)                    |                           |                           |  |  |                            |                            |                            |
|  | Social Rojas              | 2                        | 1 (9)                     |   |                           |                           |                           |                           |  |  |                            |                            |                            |
|  |                           |                          |                           |   |                           |                           |                           |                           |  |  | Coronel Daza               | 3                          | 4                          |
|  |                           |                          | Ferrocarriles (Chumbicha) | 1 | 1                         |                           |                           |                           |  |  |                            |                            |                            |
|  | Coronel Daza              | 3                        | 2                         |   |                           |                           |                           |                           |  |  |                            |                            |                            |
|  | Independiente (C)         | 1                        | 0                         |   |                           |                           |                           |                           |  |  |                            |                            |                            |
|  | Independiente (C)         | 1                        | 0                         |   | Defensores del Norte      | 0                         | 2                         |                           |  |  |                            |                            |                            |
|  |                           |                          |                           |   | Defensores del Norte      | 0                         | 2                         |                           |  |  |                            |                            |                            |
|  |                           | Coronel Daza             | 1                         | 5 |                           |                           |                           |                           |  |  |                            |                            |                            |
|  | Defensores del Norte      | Coronel Daza             | 1                         | 5 | 0                         | 2                         |                           |                           |  |  |                            |                            |                            |
|  | Defensores del Norte      |                          |                           |   | 0                         | 2                         |                           |                           |  |  |                            |                            |                            |
|  | Vélez Sarsfield           | 0                        | 1                         |   |                           |                           |                           |                           |  |  |                            |                            |                            |

- Nota: El equipo ubicado en la parte superior, ejercerá su localía en el partido de vuelta.

### Cuartos de final
| 20 de mayo, 19:00 | Atlético Policial | 0 - 1   | Américo Tesorieri | Malvinas Argentinas, Catamarca |                           |
|                   |                   | Reporte | 17' Gustavo Luján | Árbitro(s): Federico Cano      | Árbitro(s): Federico Cano |

| 27 de mayo, 16:45 | Américo Tesorieri                                             | 1 - 2 (1:3 p.)             | Atlético Policial                                | Malvinas Argentinas, Catamarca       |                                      |
|                   | Gastón Carrizo 80'                                            | Reporte                    | 6' Luis Seco · 57' Gonzalo Castro                | Árbitro(s): Maximiliano Silcán Jérez | Árbitro(s): Maximiliano Silcán Jérez |
|                   |                                                               | Tiros desde el punto penal |                                                  |                                      |                                      |
|                   | Iván Carrizo · Diego Carrizo · Lucas Carrizo · Gastón Carrizo |                            | Martín Agüero · Joel Ferreyra · Franco Sarmiento |                                      |                                      |

| 19 de mayo, 19:00 | Social Rojas                    | 2 - 1   | Ferrocarriles  | Primo A. Prevedello, San Isidro |                                |
|                   | Gustavo Varela Martínez 19' 89' | Reporte | 7' José Romero | Árbitro(s): José Silva Castaño  | Árbitro(s): José Silva Castaño |

| 27 de mayo, 14:45 | Ferrocarriles | 2 - 1 (10:9 p.)            | Social Rojas | Malvinas Argentinas, Catamarca |                          |
|                   | José Romero 8' (pen.) · Hugo Córdoba 19' · Leonardo Santander 58' | Reporte                    | 60' Jonathan Fernández | Árbitro(s): Jesús Aldeco       | Árbitro(s): Jesús Aldeco |
|                   | | Tiros desde el punto penal | |                                |                          |
|                   | José Romero · Franco Navarro · Gerardo Reartes · Maximiliano Villarroel · Hugo Córdoba · Maximiliano Reinoso · Mauricio Vargas · Miguel Paredes · Carlos Luna · Juan Martín |                            | Jonathan Rinaudo · Alberto Seco · Jonathan Fernández · Luis Romano · Gustavo Varela Martínez · Daniel Molina · Iván Bustos · Héctor Vargas · Luciano Bazán · Agustín Canil |                                |                          |

| 20 de mayo, 15:00 | Independiente (C)                                                  | 1 - 3   | Coronel Daza                                                        | Malvinas Argentinas, Catamarca |                          |
|                   | Facundo Orellana 22' (pen.) · Fabricio Reyes 68' · Néstor Ríos 74' | Reporte | 8' 26' Braian Acosta · 61' (pen.) Gabriel Carreño · 68' Hoel Ibáñez | Árbitro(s): Jesús Aldeco       | Árbitro(s): Jesús Aldeco |

| 27 de mayo, 16:30 | Coronel Daza                                                        | 2 - 0   | Independiente (C)                          | Coronel Daza, Banda de Varela |                             |
|                   | Gabriel Carreño 32' (pen.) · Juan Novillo 52' · Marcelo Pereyra 68' | Reporte | 62' Maximiliano Silva · 90' Alexis Herrera | Árbitro(s): Jerónimo Toledo   | Árbitro(s): Jerónimo Toledo |

| 19 de mayo, 17:00 | Vélez Sarsfield | 0 - 0   | Defensores del Norte | Malvinas Argentinas, Catamarca       |                                      |
|                   |                 | Reporte |                      | Árbitro(s): Maximiliano Silcan Jerez | Árbitro(s): Maximiliano Silcan Jerez |

| 26 de mayo, 16:45 | Defensores del Norte                  | 2 - 1   | Vélez Sarsfield                    | Malvinas Argentinas, Catamarca |                           |
|                   | David Monge 16' · Mayco Coronel 90+2' | Reporte | 6' Lucas Ahumada · 45' Ramón Bazán | Árbitro(s): Federico Cano      | Árbitro(s): Federico Cano |

### Semifinales
| 3 de junio, 16:30 | Atlético Policial | 0 - 1   | Ferrocarriles            | Malvinas Argentinas, Catamarca |                             |
|                   |                   | Reporte | 63' (ag.) Cristian Nieva | Árbitro(s): Exequiel Agüero    | Árbitro(s): Exequiel Agüero |

| 10 de junio, 16:15 | Ferrocarriles       | 1 - 1   | Atlético Policial                | Malvinas Argentinas, Catamarca       |                                      |
|                    | José Romero 52' 74' | Reporte | 3' Luis Seco · 12' Hugo Palacios | Árbitro(s): Maximiliano Silcán Jérez | Árbitro(s): Maximiliano Silcán Jérez |

| 3 de junio, 16:30 | Coronel Daza      | 1 - 0   | Defensores del Norte | Coronel Daza, Banda de Varela |                         |
| | Braian Acosta 22' | Reporte | 27' Abel Chávez      | Árbitro(s): Juan Rivero       | Árbitro(s): Juan Rivero |
| El encuentro fue suspendido a los 30' del Primer Tiempo, cuando igualaban 1-1, por la agresión de jugadores del conjunto visitante hacia el árbitro y también por el enfrentamiento de ambas parcialidades. |                   |         |                      |                               |                         |

| 9 de junio, 15:00 | Defensores del Norte                    | 2 - 5   | Coronel Daza                                                                                                | Malvinas Argentinas, Catamarca |                          |
|                   | Rodrigo Cativa 32' · Rodrigo Chávez 80' | Reporte | 22' Hoel Ibáñez · 24' Cristian Moreno · 35' Juan Acevedo V. · 53' 76' Gabriel Carreño · 88' Gabriel Coronel | Árbitro(s): Jesús Aldeco       | Árbitro(s): Jesús Aldeco |

### Tercer y cuarto puesto
| 23 de junio, 16:30 | Defensores del Norte             | 1 - 0   | Atlético Policial | Malvinas Argentinas, Catamarca |             |
|                    | David Vera 40' · Matías Ance 73' | Reporte |                   | Árbitro(s):                    | Árbitro(s): |

### Final
| 16 de junio, 16:30 | Ferrocarriles      | 1 - 3   | Coronel Daza                                | Malvinas Argentinas, Catamarca |                          |
|                    | Nelson Navarro 84' | Reporte | 14' 21' Braian Acosta · 54' Gabriel Carreño | Árbitro(s): Rubén Falcón       | Árbitro(s): Rubén Falcón |

| 24 de junio, 16:30 | Coronel Daza                                                                   | 4 - 1   | Ferrocarriles          | Primo A. Prevedello, San Isidro      |                                      |
|                    | Gabriel Carreño 57' 72' (pen.) · Cristian Narváez 61' (pen.) · Hoel Ibáñez 86' | Reporte | 35' (pen.) José Romero | Árbitro(s): Maximiliano Silcán Jerez | Árbitro(s): Maximiliano Silcán Jerez |

|                                                      |
| Club Deportivo Coronel Daza 1° título                |
| Campeón Superliga del Valle Central 2018 (Primera A) |

## Estadísticas

### Goleadores
| Jugador         | Equipo            | Goles |
| --------------- | ----------------- | ----- |
| Gabriel Carreño | Coronel Daza      | 14    |
| Gustavo Luján   | Américo Tesorieri | 11    |
| Alan Agüero     | Villa Cubas       | 10    |
| Braian Acosta   | Coronel Daza      | 9     |
| Hugo Córdoba    | Ferrocarriles     | 9     |
| José Romero     | Ferrocarriles     | 9     |
| Luis Seco       | Policial          | 9     |

| Lucas Romero            | Américo Tesorieri     | 8 |
| Ignacio Hidalgo         | Las Pirquitas         | 7 |
| Miguel Rizzardo         | Defensores del Norte  | 7 |
| Gustavo Martínez Varela | Social Rojas          | 6 |
| Hernán Brylko           | Policial              | 6 |
| Luis Romano             | Social Rojas          | 6 |
| Mayco Coronel           | Defensores del Norte  | 6 |
| Néstor Ríos             | Independiente (C)     | 6 |
| Abel Chávez             | Defensores del Norte  | 5 |
| Enzo Segura             | San Martín            | 5 |
| Franco Arrascaeta       | Independiente (C)     | 5 |
| Matías Solohaga         | San Lorenzo de Alem   | 5 |
| Rodrigo Chávez          | Defensores del Norte  | 5 |
| Saúl Castro             | San Martín            | 5 |
| Alexis Vega             | San Martín            | 4 |
| Ángel Bustamante        | San Martín            | 4 |
| Carlos Hidalgo          | Las Pirquitas         | 4 |
| Cristian Moreno         | Coronel Daza          | 4 |
| Franco Carreño          | Coronel Daza          | 4 |
| Franco Sarmiento        | Policial              | 4 |
| Gastón Carrizo          | Américo Tesorieri     | 4 |
| Hugo Peñaflor           | La Estación           | 4 |
| José Montalbán          | Independiente (C)     | 4 |
| Kevin Córdoba           | San Lorenzo de Alem   | 4 |
| Luciano Bazán           | Social Rojas          | 4 |
| Maximiliano Sosa        | Los Sureños           | 4 |
| Simón Rodríguez         | La Estación           | 4 |
| Adrián Coronel          | Rivadavia (H)         | 3 |
| Alan Díaz               | Defensores de Esquiú  | 3 |
| David Vera              | Defensores del Norte  | 3 |
| Erik Martínez Acosta    | Defensores de Esquiú  | 3 |
| Fernando Demare         | San Martín            | 3 |
| Gastón Vega             | Defensores de Esquiú  | 3 |
| Jonathan Rinaudo        | Social Rojas          | 3 |
| Jorge Agüero            | Juventud Unida (SR)   | 3 |
| José Chumbita           | Ferrocarriles         | 3 |
| Julio Monge             | Defensores del Norte  | 3 |
| Lucas Ahumada           | Vélez Sarsfield       | 3 |
| Marcos Montoya          | Vélez Sarsfield       | 3 |
| Mariano Aisa            | Vélez Sarsfield       | 3 |
| Martín Agüero           | Policial              | 3 |
| Maximiliano Reinoso     | Ferrocarriles         | 3 |
| Alexis Herrera          | Independiente (C)     | 2 |
| Ángel Nieva             | Obreros de San Isidro | 2 |
| Carlos Tapia            | Vélez Sarsfield       | 2 |
| Cristian Luján          | Villa Cubas           | 2 |
| Dante Bazán             | Rivadavia (H)         | 2 |
| Enrique Moreira         | Villa Dolores         | 2 |
| Exequiel Díaz Elena     | Policial              | 2 |
| Federico Moreno         | Defensores de Esquiú  | 2 |
| Gaspar Toledo           | Rivadavia (H)         | 2 |
| Gastón Sosa Orellana    | Juventud Unida (SR)   | 2 |
| Gonzalo Castro          | Policial              | 2 |
| Gustavo Farías          | Juventud Unida (SR)   | 2 |
| Héctor Acosta           | San Lorenzo de Alem   | 2 |
| Hoel Ibáñez             | Coronel Daza          | 2 |
| Iván Carrizo Solohaga   | Américo Tesorieri     | 2 |
| Juan Tapia              | Los Sureños           | 2 |
| Kevin Medina            | Defensores del Norte  | 2 |
| Leonardo Sánchez        | Villa Cubas           | 2 |
| Lucas Sosa              | Defensores de Esquiú  | 2 |
| Marcelo Bernedé         | La Estación           | 2 |
| Mariano Hernández       | Independiente (SA)    | 2 |
| Martín Bordonaro        | San Lorenzo de Alem   | 2 |
| Matías Sacco            | Policial              | 2 |
| Maximiliano Mendoza     | San Lorenzo de Alem   | 2 |
| Maximiliano Varela      | Villa Cubas           | 2 |
| Mayco Guzmán            | Independiente (C)     | 2 |
| Naim Garnica            | Defensores de Esquiú  | 2 |
| Nelson Navarro          | Ferrocarriles         | 2 |
| Neri Sigampa            | Villa Cubas           | 2 |
| Néstor Agüero           | San Martín            | 2 |
| Robertino Bracamonte    | Villa Dolores         | 2 |
| Tomás Moya              | Vélez Sarsfield       | 2 |
| Wilson Bazán            | Obreros de San Isidro | 2 |
| Adrián Bustamante       | Las Pirquitas         | 1 |
| Agustín Canil           | Social Rojas          | 1 |
| Alberto Navarrete       | Defensores del Norte  | 1 |
| Andrés Arroyo           | Defensores de Esquiú  | 1 |
| Andrés Nieva            | Independiente (C)     | 1 |
| Braian Reinoso          | Rivadavia (H)         | 1 |
| Carlos Moya             | Rivadavia (H)         | 1 |
| Claudio Cejas           | Independiente (SA)    | 1 |
| Cristian Argarañaz      | Independiente (SA)    | 1 |
| Cristian de Torres      | Rivadavia (H)         | 1 |
| Cristian Herrera        | Coronel Daza          | 1 |
| Cristian Narváez        | Coronel Daza          | 1 |
| Cristian Nieva          | Policial              | 1 |
| David Monge             | Defensores del Norte  | 1 |
| Diego Nieva             | San Martín            | 1 |
| Diego Rearte            | Policial              | 1 |
| Emmanuel Castillo       | Vélez Sarsfield       | 1 |
| Emmanuel Martel Medina  | La Estación           | 1 |
| Enzo Valdez             | Independiente (SA)    | 1 |
| Fabián Corzo            | La Estación           | 1 |
| Facundo Orellana        | Independiente (C)     | 1 |
| Francisco Castro        | Las Pirquitas         | 1 |
| Francklin Flores        | Defensores del Norte  | 1 |
| Franco Gómez            | San Lorenzo de Alem   | 1 |
| Franco Noriega          | Juventud Unida (SR)   | 1 |
| Gabriel Coronel         | Coronel Daza          | 1 |
| Gerardo Reartes         | Ferrocarriles         | 1 |
| Gonzalo Heredia         | Social Rojas          | 1 |
| Guillermo Ramírez       | Villa Cubas           | 1 |
| Héctor Martínez         | Obreros de San Isidro | 1 |
| Hernán Romero           | Villa Cubas           | 1 |
| Hugo Palacios           | Policial              | 1 |
| Iván López              | Villa Dolores         | 1 |
| Javier Bazán            | Rivadavia (H)         | 1 |
| Jonathan Cano           | Social Rojas          | 1 |
| Jonathan Fernández      | Social Rojas          | 1 |
| Jonathan Juárez         | Las Pirquitas         | 1 |
| José Nieva              | Coronel Daza          | 1 |
| José Romero             | Defensores del Norte  | 1 |
| Juan Navarro            | Ferrocarriles         | 1 |
| Juan Novillo            | Coronel Daza          | 1 |
| Juan José Reynoso       | Las Pirquitas         | 1 |
| Leonardo Leyes          | Obreros de San Isidro | 1 |
| Lucas Palomeque         | Juventud Unida (SR)   | 1 |
| Lucas Tapia             | Juventud Unida (SR)   | 1 |
| Luis Armas              | La Estación           | 1 |
| Luis Elizalde           | Independiente (SA)    | 1 |
| Luis Moya               | Los Sureños           | 1 |
| Luis Soria              | Rivadavia (H)         | 1 |
| Marcelo Ibáñez          | Coronel Daza          | 1 |
| Mario Manera            | Policial              | 1 |
| Martín Santander        | Ferrocarriles         | 1 |
| Martín Varela           | Social Rojas          | 1 |
| Matías Hernández        | Independiente (SA)    | 1 |
| Maximiliano Arreguez    | Los Sureños           | 1 |
| Maximiliano Luna        | Independiente (SA)    | 1 |
| Miguel Aballay          | Américo Tesorieri     | 1 |
| Nahuel Ahumada          | Villa Cubas           | 1 |
| Nahuel Cuello           | Juventud Unida (SR)   | 1 |
| Nicolás Castro          | Las Pirquitas         | 1 |
| Omar Bracamonte         | San Lorenzo de Alem   | 1 |
| Pablo Quiroga           | San Lorenzo de Alem   | 1 |
| Rafael Rodríguez        | Independiente (C)     | 1 |
| Raúl Cisterna           | Independiente (SA)    | 1 |
| Roberto Sandrone        | Villa Dolores         | 1 |
| Rodrigo Cativa          | Defensores del Norte  | 1 |
| Rodrigo Nieva           | San Lorenzo de Alem   | 1 |
| Rubén Imperiales        | Policial              | 1 |
| Sergio Armas Álamo      | Las Pirquitas         | 1 |
| Sergio Herrera          | Américo Tesorieri     | 1 |
| Sergio Silva            | Rivadavia (H)         | 1 |
| Víctor Romero           | Ferrocarriles         | 1 |
| Walter Bazán            | Independiente (C)     | 1 |

### Autogoles
| Jugador           | Equipo        | Total | Rival                                                 |
| ----------------- | ------------- | ----- | ----------------------------------------------------- |
| Cristian Nieva    | Policial      | 2     | Los Sureños (Fecha 6) Ferrocarriles (Semifinal - Ida) |
| Hernán Reartes    | Las Pirquitas | 1     | Juventud Unida (Fecha 1)                              |
| Ricardo Quinteros | Rivadavia (H) | 1     | Independiente (SA) (Fecha 1)                          |
| Nahuel Castro     | Las Pirquitas | 1     | Juventud Unida (Fecha 7)                              |
| Ramón Toledo      | Rivadavia (H) | 1     | Los Sureños (Fecha 8)                                 |
| Luis Reyes        | Obreros       | 1     | Villa Cubas (Fecha 9)                                 |

### Clasificación general
Las tablas de rendimiento no reflejan la clasificación final de los equipos, sino que muestran el rendimiento de los mismos atendiendo a la ronda final alcanzada.
Si en la segunda fase algún partido se define mediante tiros de penal, el resultado final del juego se considera empate.
El rendimiento corresponde a la proporción de puntos obtenidos sobre el total de puntos disputados.
| Pos. | Equipos                     | Zn. | Pts. | PJ | PG | PE | PP | GF | GC | Dif | Rend. |
| ---- | --------------------------- | --- | ---- | -- | -- | -- | -- | -- | -- | --- | ----- |
| 1    | Coronel Daza                | C   | 38   | 16 | 12 | 2  | 2  | 41 | 21 | 20  | 79.2% |
| 2    | Ferrocarriles (Chumbicha)   | B   | 29   | 16 | 9  | 2  | 5  | 31 | 30 | 1   | 60.4% |
| 3    | Defensores del Norte        | D   | 32   | 15 | 10 | 2  | 3  | 36 | 22 | 14  | 71.1% |
| 4    | Policial                    | B   | 24   | 15 | 7  | 3  | 5  | 33 | 14 | 19  | 53.3% |
| 5    | Américo Tesorieri           | A   | 29   | 12 | 9  | 2  | 1  | 27 | 10 | 17  | 80.6% |
| 6    | Vélez Sarsfield             | C   | 21   | 12 | 6  | 3  | 3  | 14 | 9  | 5   | 58.3% |
| 7    | Social Rojas                | A   | 19   | 12 | 6  | 1  | 5  | 24 | 20 | 4   | 52.8% |
| 8    | Independiente (Capital)     | D   | 17   | 12 | 5  | 2  | 5  | 23 | 20 | 3   | 47.2% |
| 9    | San Lorenzo de Alem         | C   | 16   | 10 | 4  | 4  | 2  | 20 | 12 | 8   | 53.3% |
| 10   | San Martín (El Bañado)      | B   | 15   | 10 | 4  | 3  | 3  | 24 | 12 | 12  | 50%   |
| 11   | Villa Cubas                 | D   | 14   | 10 | 4  | 2  | 4  | 22 | 16 | 6   | 46.7% |
| 12   | Juventud Unida              | A   | 13   | 10 | 4  | 1  | 5  | 13 | 14 | -1  | 43.3% |
| 13   | Rivadavia (Huillapima)      | A   | 12   | 10 | 3  | 3  | 4  | 13 | 20 | -7  | 40%   |
| 14   | Defensores de Esquiú        | D   | 10   | 10 | 2  | 4  | 4  | 16 | 23 | -7  | 33.3% |
| 15   | La Estación (Miraflores)    | C   | 9    | 10 | 3  | 0  | 7  | 13 | 24 | -11 | 30%   |
| 16   | Independiente (San Antonio) | A   | 8    | 10 | 2  | 2  | 6  | 10 | 23 | -13 | 26.7% |
| 17   | Los Sureños                 | B   | 6    | 10 | 1  | 3  | 6  | 10 | 21 | -11 | 20%   |
| 18   | Obreros de San Isidro       | C   | 5    | 10 | 1  | 2  | 7  | 6  | 21 | -15 | 16.7% |
| 19   | Villa Dolores               | D   | 4    | 10 | 1  | 1  | 8  | 6  | 23 | -17 | 13.3% |
| 20   | Las Pirquitas               | B   | 4    | 10 | 1  | 1  | 8  | 17 | 43 | -26 | 13.3% |

### Máximas goleadas
| San Lorenzo de Alem  | 9 - 3  | Coronel Daza         | Malvinas Argentinas | 12 de marzo |
| Obreros              | 2 - 6  | La Estación          | Primo A. Prevedello | 24 de marzo |
| Independiente (C)    | 5 - 0  | Villa Dolores        | Malvinas Argentinas | 29 de marzo |
| Ferrocarriles        | 6 - 4  | Las Pirquitas        | Malvinas Argentinas | 11 de abril |
| Defensores del Norte | 6 - 1  | La Estación          | Malvinas Argentinas | 14 de abril |
| Coronel Daza         | 6 - 0  | La Estación          | Coronel Daza        | 20 de abril |
| Villa Cubas          | 6 - 3  | Defensores de Esquiú | Malvinas Argentinas | 20 de abril |
| Independiente (SA)   | 2 - 6  | Social Rojas         | Primo A. Prevedello | 28 de abril |
| Las Pirquitas        | 0 - 10 | San Martín           | Primo A. Prevedello | 29 de abril |
| Atlético Policial    | 8 - 0  | Las Pirquitas        | Malvinas Argentinas | 5 de mayo   |
| Defensores de Esquiú | 1 - 5  | Defensores del Norte | Coronel Daza        | 5 de mayo   |
| Atlético Policial    | 6 - 0  | Independiente (SA)   | Malvinas Argentinas | 11 de mayo  |
| Américo Tesorieri    | 5 - 0  | Rivadavia            | Malvinas Argentinas | 13 de mayo  |
| Defensores del Norte | 2 - 5  | Coronel Daza         | Malvinas Argentinas | 9 de junio  |